# 広尾サンタランド
広尾サンタランド（ひろおサンタランド）は、北海道広尾郡広尾町に存在するサンタランドである。なお、広尾サンタランドをミニ独立国のひとつとしている資料も存在している。

## 概要
1980年に広尾町の海洋水族科学館がノルウェーベルゲン市にあるベルゲン水族館と姉妹提携した縁によってノルウェーとの交流が始まり、1984年11月に広尾サンタランドがノルウェー国外初のサンタランドとして認められた。町内の大丸山森林公園がメインシンボルゾーンとされており、入り口にはサンタゲートが設置され、公園内にサンタの家やサンタの部屋などが設置されている。また、毎年サンタカードの発行を行っており、その申請金の一部や賛同者からの寄付金を「子どもの夢を応援するプロジェクト」として児童養護施設に暮らす子供たちへの支援活動費に充てている。

## 沿革
- 1984年（昭和59年）11月12日 - ノルウェー王国オスロ市より広尾サンタランドの設立認定を受ける[2]。
- 1984年（昭和59年）12月22日 - 「広尾サンタランド設立認定式」および「第1回広尾サンタランドツリー点灯式」開催[2]。
- 1985年（昭和60年）8月10日 - 広尾サンタランドにて受付をし、オスロ市から直接発送されていたオスロサンタランド・クリスマスカード（ひろおサンタメールの前身）の受付を開始する[2]。
- 1987年（昭和62年）10月15日 - 広尾サンタランドにてひろおサンタメール（現在のひろおサンタカード）事業を開始する[2]。
- 1991年（平成3年）1月25日 - ソーラーシステムのからくりゲートを設置[2][5]。
- 1991年（平成3年）12月1日 - サンタランドイルミネーションライトアップ開始[2]。
- 2014年（平成26年）10月5日 - 「愛の鍵モニュメント」を設置[2]。
- 2018年（平成30年） - 本年よりひろおサンタメールのメインイラストを公募に切り替える[2]。
- 2021年（令和3年） - ひろおサンタメールをひろおサンタカードに改称する[2]。